# Wojewódzki Komitet Zasiedleńczy
Wojewódzki Komitet Zasiedleńczy – polska instytucja państwowa, zajmująca się zasiedlaniem terenów województwa rzeszowskiego, opustoszałych po akcji  wysiedlenia ludności ukraińskiej do ZSRR w latach 1944-1946 oraz po Akcji Wisła.
Komitet utworzono 12 czerwca 1947. We współpracy z wojskiem rozpoczął on akcję zasiedlania opustoszałych terenów. W skład komitetu wchodzili przedstawiciele administracji państwowej, wojska, oraz Państwowego Urzędu Repatriacyjnego. Komitet posiadał swoich przedstawicieli we wszystkich powiatach województwa rzeszowskiego.
Dla ochrony procesu osadniczego utworzono 3 garnizony KBW w sile batalionu w Baligrodzie, Birczy i Lubaczowie, jak również gęstą sieć posterunków MO oraz ORMO.
Nie udało się jednak zrealizować planów zasiedlenia zgodnie z oczekiwaniami: brakowało chętnych, gospodarstwa były zaniedbane, wsie popalone. Osadnicy nie potrafili również egzystować na terenie górskim, o zupełnie innym typie gospodarki rolnej.
Władza patrzyła jednak optymistycznie w przyszłość. Nie udało się jej jednak osiągnąć założonych planów i nie zdołano zasiedlić wielu wsi, które zniknęły z powierzchni ziemi.